# Університет (станція метро, Москва)
55°41′32″ пн. ш. 37°31′58″ сх. д. / 55.69222° пн. ш. 37.53278° сх. д.
Університет (рос. Университет) — станція Московського метрополітену, Сокольницької лінії. Відкрита 12 січня 1959 року. Розташована між станціями «Воробйові гори» і «Проспект Вернадського», на території району Раменки Західного адміністративного округу і Гагарінського району Південно-Західного адміністративного округ Москви
Станція назву отримала по розташованому поблизу комплексу будівель МДУ іМ. Ломоносова.

## Вестибюлі
По обидві сторони проспекту Вернадського (на розі з Ломоносовським проспектом) розташовані два вестибюлі-ротонди. Архітектори вестибюлів — Н. А. Бикова, І. Г. Таранов, за участю Ю. А. Черепанова.
Обидва вестибюля збудовані за схожим проектом, є одноповерховими будівлями з пласким дахом, широким карнизом, який спирається на ряд колон, що оперізують вестибюлі по периметру. Більшу частину площі стін займають високі вікна. Вхід і вихід із вестибюлів розділені, із зовнішньої сторони між ними стіни оздоблює ряд низьких і широких лавок. Касовий зал і службові приміщення розміщуються у зовнішньому півкільці біля входу.
Північний вестибюль має вихід на площу Джавахарлала Неру (перетин Ломоносовського проспекту і проспекту Вернадського), південний — на іншій стороні проспекту Вернадського, трохи в глибині кварталу (перед ним торгові площі і трамвайне кільце).
Вихід до південного вестибюля здійснюється по сходах з центру залу, потім по переходу й ескалаторному тунельному нахилу. Стіни переходу оздоблені червоним мармуром, підлога оздоблена сірим гранітом. До північного вестибюля пасажири потрапляють безпосередньо з північного торця станції.

## Технічна характеристика
Конструкція станції — пілона трисклепінна (глибина закладення — 26,5 метрів). Діаметр центрального залу 9,5 метрів, бокових — 8,5 метрів. Оправа із чавунних тюбінгів.

## Колійний розвиток

Схема колійного розвитку станції Університет

Станція з колійним розвитком — 6 стрілочних переводів, перехресний з'їзд і 2 станційні колії для обороту та відстою рухомого складу. У оборотних тупиках розташований пункт технічного огляду.

## Оздоблення
Масивні пілони станційного залу оздоблені світлим мармуром. Глухий торець станції ніяк не прикрашений, оброблений таким же мармуром (біля стіни розташовується службові сходи в підплатформові приміщення). Колійні стіни станції оздоблені глазурованою керамічною плиткою: верх — білого кольору, низ — чорного. Підлога викладена сірим і рожевим гранітом. Стіни прохідного коридору до виходу на проспект Вернадського оздоблені червоним мармуром, підлога викладена мозаїкою з сірих і рожевих гранітних плит.

## Пересадки
- Автобуси: 1, 67, 103, 111, 113, 119, 130, 187, 260, 266, 434, 447, 457, 464, 470, 487, 572, 661, 845, 908, с10, т4, т28, т34, т49
- Трамваї: 26, 39, 47